# Styrax crotonoides
Espèce
Statut de conservation UICN

 VU B1+2c : Vulnérable
Styrax crotonoides est une espèce de plantes à fleurs de la famille des Styracaceae.

## Liste des sous-espèces
Selon Catalogue of Life (12 avril 2019) :
- sous-espèce Styrax crotonoides subsp. crotonoides
- sous-espèce Styrax crotonoides subsp. fraserensis (Putz & Ng) C. G. G. J. van Steenis

## Publication originale
- The Flora of British India iii.: 589.